# Marsac, Charente
Marsac är en kommun i departementet Charente i regionen Nouvelle-Aquitaine i västra Frankrike. Kommunen ligger  i kantonen Saint-Amant-de-Boixe som ligger i arrondissementet Angoulême. År 2022 hade Marsac 766 invånare.

## Befolkningsutveckling
Antalet invånare i kommunen Marsac
Referens:INSEE